# Forest-l'Abbaye
Forest-l'Abbaye är en kommun i departementet Somme i regionen Hauts-de-France i norra Frankrike. Kommunen ligger i kantonen Nouvion som tillhör arrondissementet Abbeville. År 2022 hade Forest-l'Abbaye 314 invånare.

## Befolkningsutveckling
Antalet invånare i kommunen Forest-l'Abbaye
| Referens: INSEE |